# Хронология Второй чеченской войны
Вторая чеченская война (официально называлась контртеррористической операцией на Северном Кавказе (КТО) — обиходное название боевых действий на территории Чечни и приграничных регионов Северного Кавказа. Началась 7 августа 1999 года (дата Вторжения боевиков в Дагестан). Активная фаза боевых действий продолжалась с 1999 по 2009 год, затем, по мере установления контроля Вооружёнными силами России над территорией Чечни, перешла в ведение местных чеченских сил самоуправления и самообороны. С 0 часов 16 апреля 2009 года режим КТО отменён.

## Хронология войны

### 1999

#### Обострение ситуации на границе с Чечнёй
- 18 июня — со стороны Чечни совершены нападения на две заставы на дагестано-чеченской границе, произведено нападение на казачью роту в Ставропольском крае. Российское руководство закрывает большую часть КПП на границе с Чечнёй[3].
- 22 июня — впервые за всю историю МВД России была предпринята попытка совершить теракт в главном здании МВД. Бомба была вовремя обезврежена. По одной из версий, теракт являлся ответом чеченских боевиков на угрозы главы МВД РФ Владимира Рушайло, который намеревался провести акции возмездия в Чечне[4].
- 23 июня — обстрел со стороны Чечни заставы у села Первомайское Хасавюртовского района Дагестана[5].
- 30 июня — министр внутренних дел РФ Владимир Рушайло заявил: «Мы должны отвечать на удар более сокрушительным ударом; на границе с Чечнёй дана команда применять превентивные удары по вооружённым бандам»[3].
- 3 июля — Рушайло заявил, что МВД РФ «приступает к жёсткому регулированию ситуации на Северном Кавказе, где именно Чечня выступает криминальным „мозговым центром“, управляемым зарубежными спецслужбами, экстремистскими организациями и криминальным сообществом». Вице-премьер правительства ЧРИ Казбек Махашев в ответ заявил: «Нас угрозами не запугать, и это Рушайло хорошо известно»[6].
- 5 июля — Рушайло заявил, что «рано утром 5 июля был нанесён превентивный удар по скоплениям 150—200 вооруженных боевиков в Чечне»[3].
- 7 июля — группа боевиков из Чечни напала на заставу у Гребенского моста в Бабаюртовском районе Дагестана. Секретарь Совета Безопасности РФ и директор ФСБ РФ Владимир Путин заявил, что «Россия впредь будет предпринимать не превентивные, а лишь адекватные действия в ответ на нападения в приграничных с Чечнёй районах». Он подчеркнул, что «чеченские власти не полностью контролируют ситуацию в республике»[3].
- 16 июля — командующий внутренними войсками МВД РФ Вячеслав Овчинников заявил, что «прорабатывается вопрос о создании буферной зоны вокруг Чечни»[3].
- 23 июля — чеченские боевики атаковали защищающую Копаевский гидроузел заставу на территории Дагестана. В МВД Дагестана заявили, что «на этот раз чеченцы провели разведку боем, и вскоре начнутся крупномасштабные действия бандформирований по всему периметру дагестано-чеченской границы»[7].

#### Нападение на Дагестан
- 1 августа — вооруженные отряды из сёл Эчеда, Гакко, Гигатль и Агвали Цумадинского района Дагестана, а также поддерживающие их чеченцы объявили, что в районе вводится шариатское правление[8].
- 2 августа — в районе селения Эчеда в высокогорном Цумадинском районе Дагестана произошло боевое столкновение между милиционерами и ваххабитами. На место происшествия вылетел заместитель министра внутренних дел Дагестана Магомед Омаров. В результате инцидента погиб 1 омоновец и несколько ваххабитов. Как сообщили в местном РОВД, инцидент был спровоцирован со стороны Чечни[9][10][11].
- 3 августа — в результате перестрелок в Цумадинском районе Дагестана с исламскими экстремистами, прорвавшимися из Чечни, погибли ещё двое сотрудников дагестанской милиции и один военнослужащий российских внутренних войск. Таким образом потери дагестанской милиции достигли трёх человек убитыми, кроме того, двое милиционеров ранены и ещё трое пропали без вести. Тем временем один из лидеров Конгресса народов Ичкерии и Дагестана — Шамиль Басаев заявил о создании Исламской шуры Дагестана, имеющей свои собственные вооружённые отряды в Дагестане, которые установили контроль над несколькими населёнными пунктами Цумадинского района. Дагестанское руководство просит у федеральных властей оружия для отрядов самообороны, которые планируется создавать на границе Чечни и Дагестана. Данное решение было принято Госсоветом Народного Собрания и Правительства Республики. Вылазки боевиков официальные власти Дагестана квалифицировали как: «открытую вооружённую агрессию экстремистских сил против Республики Дагестан, откровенное посягательство на территориальную целостность и основы её конституционного строя, жизнь и безопасность жителей»[12][13][14].
- 4 августа
  - отброшенные от райцентра Агвали боевики в количестве до 500 человек окопались на заранее подготовленных позициях в одном из горных сёл, однако требований никаких не выдвигают и в переговоры не вступают. Предположительно у них находятся трое сотрудников Цумадинского райотдела внутренних дел, пропавшие 3 августа[15].
  - силовые министры и министерства Чечни переведены на круглосуточный режим работы. Это было сделано в соответствии с указом президента Чечни Аслана Масхадова. Правда власти Чечни отрицают связь этих мер с боевыми действиями в Дагестане[16].
  - в 12.10 по московскому времени на одной из дорог Ботлихского района Дагестана пятеро вооружённых людей открыли огонь по наряду милиции, которые попытались остановить автомобиль «Нива» для досмотра. В перестрелке были убиты двое бандитов и повреждён автомобиль. Среди силовиков пострадавших нет[17].
  - два российских самолёта-штурмовика нанесли мощный ракетно-бомбовый удар по селению Кенхи, где к отправке в Дагестан был подготовлен крупный отряд боевиков. Началась перегруппировка сил внутренних войск Оперативной группы на Северном Кавказе для перекрытия границы с Чечнёй. В Цумадинском и Ботлихском районах Дагестана предполагается разместить дополнительные подразделения внутренних войск МВД РФ[18].
- 5 августа — утром в Цумадинский район началась передислокация подразделений 102-й бригады внутренних войск согласно плану перекрытия административной дагестано-чеченской границы. Данное решение было принято командующим внутренними войсками Вячеславом Овчинниковым в ходе поездки по местам недавних боевых действий. Между тем источники в российских спецслужбах заявили, что в Дагестане готовится мятеж. Согласно плану в Дагестан осуществлена переброска группы в 600 боевиков через селение Кенхи. Согласно этому же плану город Махачкала был разбит на зоны ответственности полевых командиров, а также должен был быть осуществлён захват заложников в наиболее людных местах, после чего официальным властям Дагестана должно было быть предложено уйти в отставку. Однако официальные власти Махачкалы опровергают эту информацию[19][20][21].
- 7 августа—14 сентября — с территории ЧРИ отряды полевых командиров Шамиля Басаева и Хаттаба вторглись на территорию Дагестана. Ожесточённые бои продолжались более месяца. Официальное правительство ЧРИ, неспособное контролировать действия различных вооружённых группировок на территории Чечни, отмежевалось от действий Шамиля Басаева, но практических действий против него не предприняло.
- 9—25 августа — Бой за высоту Ослиное Ухо — бои между ваххабитами и десантниками 7-й гв. дшд за контроль над стратегической высотой Ослиное Ухо (координаты:42°39′59″ с. ш. 46°08′00″ в. д.HGЯO).
- 12 августа — замглавы МВД РФ Игорь Зубов сообщил, что президенту ЧРИ Масхадову «направлено письмо с предложением провести совместную с федеральными войсками операцию против исламистов в Дагестане»[22][23].
- 13 августа — председатель правительства РФ Владимир Путин заявил, что «удары будут наноситься по базам и скоплениям боевиков независимо от их расположения, в том числе и на территории Чечни»[3][24].
- 16 августа — президент ЧРИ Аслан Масхадов ввёл в Чечне военное положение сроком на 28  дней, объявил частичную мобилизацию резервистов и участников Первой чеченской войны[25].

#### Воздушные бомбардировки Чечни
- 25 августа — российская авиация наносит удар по базам боевиков в Веденском ущелье Чечни и уничтожает около сотни боевиков. В ответ на официальный протест со стороны ЧРИ, командование федеральных сил заявляет, что «оставляет за собой право наносить удары по базам боевиков на территории любого северокавказского региона, включая и Чечню»[26][27].
- 6—18 сентября — российская авиация наносит многочисленные ракетно-бомбовые удары по военным лагерям и укреплениям боевиков на территории Чечни[26].
- 11 сентября — Масхадов объявил в Чечне всеобщую мобилизацию[3].
- 14 сентября — Путин заявил, что «следует подвергнуть беспристрастному анализу Хасавюртовские соглашения», а также «временно ввести жесткий карантин» по всему периметру Чечни[3].
- 18 сентября — российские войска блокируют границу Чечни со стороны Дагестана, Ставропольского края, Северной Осетии и Ингушетии[26].
- 23 сентября — российская авиация начала бомбардировки столицы Чечни и её окрестностей. В результате было уничтожено несколько электроподстанций, ряд заводов нефтегазового комплекса, грозненский центр мобильной связи, телерадиопередающий центр, а также самолёт Ан-2. Пресс-служба российских ВВС заявила, что «авиация будет и впредь продолжать наносить удары по объектам, которые бандформирования могут использовать в своих интересах»[26][28][29][30][31][32][33][34][35].
- 27 сентября — Председатель Правительства России Владимир Путин категорически отверг возможность встречи Президентов России и ЧРИ. «Никаких встреч ради того, чтобы дать боевикам зализать раны, не будет», заявил он[3].

#### Начало наземной операции
- 30 сентября — Владимир Путин в интервью журналистам пообещал, что новой чеченской войны не будет[36]. Он также заявил, что «боевые операции уже идут, наши войска входили на территорию Чечни неоднократно, уже две недели назад занимали господствующие высоты, освобождали их и так далее»[36]. Как сказал Путин, «нужно набраться терпения и сделать эту работу — полностью очистить территорию от террористов. Если эту работу не сделать сегодня, они вернутся, и все понесённые жертвы будут напрасны»[36]. В тот же день танковые подразделения российской армии со стороны Ставропольского края и Дагестана вошли на территорию Наурского и Шелковского районов Чечни[26].
- 1 октября — Падение Ми-8МТ 85-й отдельной вертолётной эскадрильи в районе Терекли-Мектеб (Дагестан) в результате боевых повреждений после огневого воздействия с земли. Вертолёт разрушен, экипаж выжил[37].
- 3 октября — Су-25 368-го штурмового авиаполка сбит ПЗРК в районе Толстой-Юрт во время разведывательного вылета. Пилот погиб[38].
- 4 октября
  - на заседании военного совета ЧРИ было принято решение образовать три направления для отражения ударов федеральных сил. Западное направление возглавил Руслан Гелаев, восточное — Шамиль Басаев, центральное — Магомед Хамбиев[39].
  - Су-24МР 11-го разведывательного авиаполка сбит ПЗРК в районе Грозного. Один лётчик погиб, второй катапультировался и позднее в результате специальной операции был спасён.
  - в районе станицы Червлённой Шелковского района Чечни участники банды под руководством Хаттаба совершили нападение на военнослужащих войсковой части 34605 Минобороны России. В ходе прицельного обстрела погибли 15 военнослужащих, 28 были ранены[40].
- 6 октября — в соответствии с указом Масхадова в Чечне начало действовать военное положение[41]. Масхадов предложил всем религиозным деятелям Чечни объявить России священную войну — газават[42].
- 7 октября — при бомбардировке села Элистанжи погибли более 30 мирных жителей, в том числе женщин и детей, десятки ранены[43].
- 8 октября — массовое убийство в станице Мекенская: 43-летний боевик Ахмед Ибрагимов, являвшийся местным жителем, расстрелял 34 русских жителей станицы, в том числе 3 детей, а также 1 турка-месхетинца. Причиной убийства стал отказ одного из жителей рыть окопы. Через 2 дня после массового убийства местные старейшины выдали Ибрагимова родственникам погибших. На станичном сходе Ибрагимова забили до смерти палками и ломами. Местный мулла запретил хоронить убийцу[44][45][46].
- 10 октября — президент ЧРИ Масхадов обратился к НАТО с целью помочь положить конец боевым действиям между чеченцами и русскими, но безрезультатно[47].
- 15 октября — войска Западной группировки генерала Владимира Шаманова вошли в Чечню со стороны Ингушетии[48].
- 16 октября — федеральные силы заняли треть территории Чечни к северу от реки Терек и начали осуществление второго этапа антитеррористической операции, основная цель которой — уничтожение бандформирований на оставшейся территории Чечни[49].
- 18 октября — российские войска форсировали Терек[48].
- 21 октября — федеральные силы нанесли ракетный удар по центральному рынку города Грозный[50].
- 29 октября—10 ноября — Бои за Гудермес: полевые командиры братья Ямадаевы и муфтий Чечни Ахмат Кадыров сдали федеральным силам Гудермес.
- 5 ноября — падение Ми-24 85-й отдельной вертолётной эскадрильи в результате боевых повреждений после огневого воздействия с земли. Вертолёт разрушен, экипаж выжил.
- 12 ноября — взорван автобус, следовавший по маршруту «Ульяновск — Димитровград — Самара». Были ранены четыре пассажира[51].
- 15 ноября — бой под Серноводской.
- 16 ноября — федеральные силы взяли под контроль село Новый Шарой[52].
- 17 ноября — под Ведено боевиками была уничтожена разведывательная группа 91-го батальона 31-й десантно-штурмовой бригады (12 погибших, 2 пленных)[53].
- 18 ноября — по сообщению телекомпании НТВ, федеральные силы взяли под контроль райцентр Ачхой-Мартан «без единого выстрела»[54].
- 25 ноября — президент ЧРИ Масхадов обратился к воюющим на Северном Кавказе российским солдатам с предложением сдаться в плен и перейти на сторону боевиков[55].
- 1 декабря — падение Ми-24 440-го отдельного вертолётного полка в районе Моздока в результате боевых повреждений после огневого воздействия с земли. Вертолёт разрушен, экипаж выжил.
- 4—7 декабря — федеральные силы заняли Аргун[56].
- К декабрю 1999 года федеральные силы контролировали всю равнинную часть территории Чечни[41]. Боевики сосредоточились в горах (около 3000 человек) и в Грозном[41].
- 8 декабря — федеральные силы заняли Урус-Мартан.
- 13 декабря — Ми-8 и Ми-24П (последний — 440-го отдельного вертолётного полка) потеряны в ходе операции по спасению пилота разбившегося Су-25, Ми-24 потерян в результате огневого воздействия с земли[57]. Погибло 6 человек из экипажей обоих вертолётов. В этот же день потерпел аварию Су-25 368-го штурмового авиаполка в районе Бачи-Юрт по техническим причинам (по другим данным, сбит ПЗРК[58]). Пилот катапультировался и спасён.
- 14 декабря — федеральные силы заняли Ханкалу.
- 17 декабря 1999 — 15 февраля 2000 — Итум-Калинский десант: федеральные силы перекрыли автодорогу «Итум-Кали — Шатили», связывающую Чечню с Грузией[59].
- 23 декабря — взрыв в здании районного суда в Санкт-Петербурге. Были ранены 3 человека[58].
- 26 декабря 1999 — 6 февраля 2000 — Осада Грозного.
- 29—31 декабря — бой под Дуба-Юртом.

### 2000
- 5 января — федеральные силы взяли под контроль райцентр Ножай-Юрт[60].
- 9 января — прорыв боевиков в Шали и Аргун[61][62]. Контроль федеральных сил над Шали был восстановлен 11 января[63], над Аргуном — 13 января[64].
- 11 января — федеральные силы взяли под контроль райцентр Ведено[65].
- 16 января — лидер «Талибана» Мухаммед Омар признал независимость Чеченской Республики Ичкерия[66].
- 23 января — арестован корреспондент Радио «Свобода» Андрей Бабицкий.
- 24 января — падение Ми-8МТ 487-го отдельного вертолётного полка в районе Ведено в результате боевых повреждений после огневого воздействия с земли. Вертолёт разрушен, экипаж выжил[37].
- 27 января — в ходе боев за Грозный убит полевой командир Иса Астамиров, заместитель командующего юго-западным фронтом боевиков[67].
- 29 января—6 февраля — Операция «Охота на волков» .
- 30 января — вынужденная посадка Ми-24 487-го отдельного вертолётного полка 7 км восточнее Ботлиха, (Дагестан) без огневого воздействия, с разрушением вертолёта. Экипаж выжил[37].
- 31 января — Ми-24П 85-й отдельной вертолётной эскадрильи сбит в районе Ханчаноя. Оба члена экипажа погибли, предварительно таранив зенитную установку боевиков.
- 1 февраля — в ходе боев за Грозный убиты полевые командиры Исрапилов Хункар-Паша и Исмаилов Асланбек[68][69][70].
- 4—7 февраля — российская авиация бомбила село Катыр-Юрт. В результате, по оценке правозащитного центра «Мемориал», в селе погибло около 200 человек[71].
- 5 февраля — Массовое убийство группы мирных жителей в посёлке Новые Алды и прилегающих районах Грозного. По данным ЕСПЧ, а также ряда журналистов и правозащитных организаций, оно было совершено бойцами ОМОНа ГУВД Санкт-Петербурга и Ленинградской области и ОМОНа УВД по Рязанской области. Согласно докладу общества «Мемориал», всего было убито 56 человек, по данным Human Rights Watch — 60 человек.
- 7 февраля — падение Ми-24 55-го отдельного вертолётного полка около аэродрома Гизель в результате боевых повреждений после огневого воздействия с земли. Вертолёт разрушен, экипаж получил травмы, госпитализирован.
- 9 февраля — федеральные войска блокировали важный узел сопротивления боевиков — село Сержень-Юрт, а в Аргунском ущелье, столь знаменитом ещё со времён Кавказской войны, десантировались 380 военнослужащих, которые заняли одну из господствующих высот. Федеральные войска блокировали в Аргунском ущелье более 3 тысяч боевиков, и затем методично обрабатывали их объёмно-детонирующими боеприпасами[72].
- 10 февраля — федеральные силы взяли под контроль райцентр Итум-Кали и село Сержень-Юрт.
- 21 февраля — в бою в районе Харсеноя погибли 33 российских военнослужащих, в том числе 25 разведчиков из Псковской бригады спецназа ГРУ[73].
- 22—29 февраля — Сражение за Шатой: федеральные войска взяли Шатой. Масхадов, Хаттаб и Басаев снова ушли из окружения[74]. Первый заместитель командующего Объединённой группировкой федеральных сил генерал-полковник Геннадий Трошев объявил об окончании полномасштабной войсковой операции в Чечне[75].
- 28 февраля — 2 марта — Бой у высоты 776 — прорыв боевиков (Хаттаб) через Улус-Керт. Гибель десантников 6-й парашютно-десантной роты 104-го парашютно-десантного полка.
- 2 марта
  - гибель сергиевопосадского ОМОНа в результате «дружественного огня».
  - Катастрофа Ми-8 325-го отдельного транспортно-боевого вертолётного полка в районе населённого пункта Шатой в результате потери оборотов несущего винта на взлёте с последующим жёстким приземлением. Лопастью отбита кабина пилотов[38].
- 5—20 марта — Битва за село Комсомольское.
- 12 марта — в посёлке Новогрозненский захвачен сотрудниками ФСБ и доставлен в Москву террорист Салман Радуев, впоследствии осуждённый к пожизненному лишению свободы и скончавшийся в местах заключения[76].
- 19 марта — в районе села Дуба-Юрт сотрудниками ФСБ задержан чеченский полевой командир Салаудин Темирбулатов по кличке Тракторист, впоследствии осуждённый к пожизненному лишению свободы[77].
- 20 марта — накануне президентских выборов Владимир Путин посетил с визитом Чечню. В Грозный он прибыл на истребителе Су-27УБ, пилотируемом начальником Липецкого авиацентра Александром Харчевским[78].
- 29 марта — гибель пермского ОМОНа у селения Джани-Ведено. Погибло более 40 человек[79].
- 20 апреля — первый заместитель начальника Генштаба генерал-полковник Валерий Манилов заявил об окончании войсковой части контртеррористической операции в Чечне и переходе к спецоперациям[79].
- 23 апреля — нападение на колонну 51-го парашютно-десантного полка 106-й дивизии ВДВ и ВОП 66-го полка оперативного назначения ВВ у селения Сержень-Юрт. Потери российских военнослужащих: 16 убитых, 7 раненых (1 на ВОПе ВВ); 7 единиц техники.
- 7 мая — Су-24МР сбит ПЗРК в районе Беной-Ведено. Оба лётчика погибли[80].
- 11 мая — в результате нападения на колонну Внутренних войск на территории Ингушетии погибли 19 российских военнослужащих.
- 21 мая — в городе Шали сотрудниками спецслужб был задержан (в собственном доме) один из приближённых Аслана Масхадова — полевой командир Руслан Алихаджиев.
- 23 мая — в районе селения Сержень-Юрт в Аргунском ущелье спецназом ГРУ уничтожен Абусупьян Мовсаев[81].
- 31 мая — взрыв в Волгограде на проспекте Жукова. Отряд военнослужащих шел на завтрак. Взрывчатка была закреплена на дереве на высоте 1,3 м. В качестве начинки использовались два килограмма тротила и куски толстой проволоки. Бомба сработала по сигналу с пульта дистанционного управления в пять минут восьмого. 1 человек погиб, 15 ранены.
- 7 июня — в селе Алхан-Юрт (Чечня) двое террористов-смертников взорвали гружённый взрывчаткой грузовик вблизи здания милиции. Одной из смертниц была родственница Мовсара Бараева, захватившего в 2002 году здание театрального центра на Дубровке (Москва). Погибли 2 милиционера, 5 ранены[82].
- 11 июня — указом президента РФ Ахмат Кадыров назначен главой администрации Чечни[83].
- 12 июня — Ми-8МТ упал после взлёта в районе Ханкалы. Погибли 4 человека[84].
- 2 июля — в результате серии терактов с использованием заминированных грузовиков погибло более 30 милиционеров и военнослужащих федеральных сил. Наибольшие потери понесли сотрудники ГУВД Челябинской области в Аргуне.
- 9 июля — взрыв на городском рынке Владикавказа (Северная Осетия). Мощность взрывного устройства составила 150—200 граммов в тротиловом эквиваленте. В результате теракта 6 человек погибли, 18 ранены[85].
- 25 июля — указ Ахмада Кадырова о запрещении ваххабизма[86].
- 4 августа — в Шаройском районе Чечни был уничтожен отряд арабских моджахедов, 21 боевик был убит, а командир отряда Абдусалям Зурка тяжело ранен и взят в плен. Судя по документам убитых, в отряде моджахедов были йеменцы, марокканцы, представители других арабских стран[87].
- 6 августа — Ми-8 повреждён огнём с земли в районе Аршты (Ингушетя) и совершил вынужденную посадку[88], предположительно сгорел. Погиб 1 человек[89].
- 8 августа — взрыв в подземном переходе под Пушкинской площадью в Москве: погибло 13 человек, ранено 118[90].
- 1 октября — командование Объединённой группировки российских войск в Чечне сообщило, что в ходе боевого столкновения в Старопромысловском районе Грозного уничтожен полевой командир Иса Мунаев[76].
- 6 октября — в 16:03-16:05 в Пятигорске и Невинномысске одновременно прогремели четыре взрыва. Первый взрыв произошёл на автобусной остановке на улице Гагарина рядом с администрацией Невинномысска, второй — Казачьем рынке Невинномысска, третий и четвёртый взрывы произошли на платформе железнодорожного вокзала в Пятигорске. В результате терактов 4 человека погибли, 20 ранены[90].
- 10 октября — в ходе спецоперации в окрестностях селения Шаро-Аргун Шатойского района убит полевой командир Бауди Бакуев.
- 29 октября — в Будённовске на конечной остановке взорвано маршрутное такси. Пострадал водитель[91].
- 11 ноября — захват российского самолёта Ту-154 чеченским террористом во время рейса по маршруту «Махачкала — Москва». Угрожая привести в действие взрывное устройство, он потребовал лететь в Израиль. После приземления на израильской военной базе Увда террорист сдался властям[90].
- 8 декабря — в городе Пятигорске (Ставропольский край) в районе Верхнего рынка одновременно были взорваны два автомобиля. В результате терактов погибли 4 человека, 45 ранены. 12 июля 2002 года Ставропольский краевой суд признал Арасула Хубиева виновным в совершении теракта и приговорил его к пожизненному заключению[92].
- 19 декабря — осуществлена попытка подрыва здания комендатуры Ленинского района Грозного. Грузовик «Урал» со взрывчаткой пытался прорваться к зданию, но был остановлен охраной. Двое преступников сбежали, 17-летняя Марета Дудуева, находившаяся в грузовике, была ранена[93][94].

### 2001
- 15 января — на перегоне «Усорское — Моздок» (Северная Осетия) произошёл взрыв под локомотивом товарного состава. Загорелась задняя часть локомотива и первый вагон. Машинист, не сбавляя скорости, довёл состав до Моздока, где пожар потушили. Жертв не было, локомотив и первые два вагона получили повреждения. Террористы прикрепили бомбу к электровозу на одной из станций по пути следования, где поезд останавливался на несколько минут[95].
- 23 января — Владимир Путин принял решение о сокращении и частичном выводе войск из Чечни[96].
- 29 января — пять вагонов товарного поезда сошли с рельсов в результате взрыва под составом на 2170-м километре перегона «Гудермес — Кади-Юрт». Никто не пострадал. На месте ЧП образовалась воронка диаметром два метра и глубиной 60 сантиметров, разрушено девять шпал и около двух метров рельсов[95].
- 5 февраля — в Москве в 18:50 произошёл взрыв на станции метро «Белорусская-кольцевая». Взрывное устройство было заложено на платформе рядом с первым вагоном поезда под тяжёлую мраморную скамью. Взрывом выбило мощные плафоны на станции, с потолка осыпалась облицовка. В результате взрыва пострадали 20 человек, в том числе двое детей, погибших нет. Подозреваемых и обвиняемых по делу в настоящий момент нет[97][98][99].
- 11 марта — на 2186-м километре Северокавказской железной дороги был подорван грузовой состав, следовавший по маршруту «Гудермес — Хасавюрт». С рельсов сошла треть вагонов, разрушены железнодорожные пути[95].
- 15—16 марта — три чеченских террориста захватили в Стамбуле (Турция) 174 заложника на борту самолёта Ту-154 «Внуковских авиалиний», вылетавшего в Москву. Лайнер приземлился в Саудовской Аравии, где в результате штурма заложники были освобождены. Стюардесса и один террорист были убиты при штурме, двое задержаны и осуждены на 6 и 4 года тюрьмы.
- 24 марта — теракт в Минеральных Водах.
- 19 апреля — взрыв бомбы на рынке в Астрахани. 8 человек погибли, 41 ранен. По подозрению в причастности правоохранительные органы задержали четырёх человек — Магомеда Исакова, Хадира Ханиева, Максима Ибрагимова и Александра Штурбе. Однако собранные прокуратурой доказательства показались присяжным неубедительными и все четверо были оправданы. Прокуратура опротестовала оправдательный приговор, и решением Верховного Суда он был отменён[100].
- 10 мая — под Грозным на минном поле погиб террорист Абу Джафар, один из организаторов засады на тыловую колонну 51-го Тульского парашютно-десантного полка в 2000 году.
- 14 июня — два Су-25 461-го штурмового авиаполка столкнулись с горой во время вылета в плохих погодных условиях в районе Шатоя. Оба пилота погибли[101].
- 23—24 июня — в селении Алхан-Кала специальный сводный отряд МВД и ФСБ провёл спецоперацию по ликвидации отряда боевиков полевого командира Арби Бараева. Было уничтожено 16 боевиков, включая самого Бараева[76][102].
- 25—26 июня — нападение боевиков на Ханкалу.
- 11 июля — в селении Майртуп Курчалоевского района Чечни в ходе спецоперации ФСБ и МВД России уничтожен помощник Хаттаба Абу Умар[76].
- 19 июля — Ми-8 МВД потерпел катастрофу в районе Энгеноя. Погибло 9 человек, ещё 5 получили ранения[103][104].
- 31 июля — в районе Невинномысска (Ставропольский край) чеченец Султан-Саид Идиев захватил автобус, в котором находились 40 человек. Террорист был вооружён гранатой и автоматом, он требовал освободить заключённых, которые в 1994 году захватили самолёт в Махачкале. В ходе штурма террорист был уничтожен. Один заложник был ранен в результате взрыва шумовой гранаты, применённой спецназом[100].
- 14 августа — Ми-8 Федеральной пограничной службы потерпел катастрофу при заходе на посадку в районе села Тусхарой[105]. Погибли 3 человека.
- 15 августа — Ми-24В 487-го отдельного вертолётного полка сбит огнём с земли в районе Ца-Ведено. Оба члена экипажа погибли[106].
- 19 августа — в Астрахани на самом крупном астраханском рынке «Кировский» примерно в 16.20 прогремел мощный взрыв, в результате которого 8 человек погибли и около 60 получили ранения различной тяжести.
- 25 августа — в городе Аргун в ходе проведения спецоперации сотрудниками ФСБ уничтожен полевой командир Мовсан Сулейменов, племянник Арби Бараева[76].
- 2 сентября — на границе Чечни и Дагестана, в районе селения Хиндой разбился вертолёт Ми-8 (Министерство обороны) в результате неисправности, выполняя транспортный рейс. Погибли 4 человека, 2 получили ранения[107].
- 4 сентября — около 6 часов утра мощный взрыв полностью вывел из строя одну из веток Северокавказской железной дороги в черте Махачкалы. Два противотанковых артиллерийских снаряда были подорваны с помощью таймера, образовав воронки глубиной в 1 м и диаметром в 1,5 м. Пассажирский поезд «Баку — Москва» шёл с опозданием и благодаря этому не слетел под откос[95].
- 17 сентября — в Грозном сбит вертолёт Ми-8 с комиссией Генерального штаба на борту (погибли 2 генерала и 8 офицеров)[108].
- 17—18 сентября — нападение боевиков на Гудермес: нападение отбито, в результате применения ракетного комплекса Точка-У уничтожена группа более чем в 100 человек.
- 2 ноября — в Наурском районе Чечни на железнодорожном перегоне «Терек — Наурская» был совершён теракт. При следовании по дороге грузового состава под ним сработало взрывное устройство. Взрыв был малой мощности, и поезд не сошёл с рельсов[109].
- 3 ноября — в ходе спецоперации уничтожен влиятельный полевой командир Шамиль Ирисханов, входивший в ближайшее окружение Басаева[76].
- 10 ноября — Террористический акт во Владикавказе. На рынке «Фаллой» во Владикавказе при взрыве погибли 5 человек, 66 получили ранения. Заказчиком теракта следствие признало чеченского полевого командира Абу-Малика, исполнителями — Руслана Чахкиева, Ахмета Цурова и Мовсара Темирбаева. А.Цуров вскоре после задержания осенью 2002 года скончался в СИЗО. 11 июля 2003 года Р.Чахкиев был приговорён к 24 годам лишения свободы, М.Темирбаев — к 18 годам[110].
- 29 ноября — женщина-смертница (вдова погибшего боевика) подорвала себя на центральной площади Урус-Мартана (Чечня), когда там находился комендант района генерал-майор Гейдар Гаджиев. Гаджиев погиб, трое охранников ранены.
- 1 декабря — Ми-26Т 325-го отдельного транспортно-боевого вертолётного полка СКВО. При перелёте «Ханкала — Моздок — Егорлыкская» вышли из строя двигатели; вертолёт совершил аварийную посадку в станице Стодеревской. Погибли 2 человека и 16 получили травмы[111][112].
- 15 декабря — в Аргуне при проведении спецоперации федеральными силами были уничтожены 20 боевиков[113].

### 2002
- 13 января — В Дагестане подорваны автомобиль и бронемашина с сотрудниками ОМОНа. В Советском районе Махачкалы, при прохождении автомашины УАЗ и БТР с сотрудниками ОМОНа сработало неустановленное взрывное устройство, начиненное гвоздями и обрезками металлических пластин. Мощность взрыва была эквивалентна 200 граммам тротила. В результате инцидента никто не пострадал[114].
- 18 января — Взрыв на улице Озёрная в Махачкале. Подорван грузовик с военнослужащими. Взрывное устройство было заложено в снегу у бордюра. Погибло 8 бойцов 102-й бригады Внутренних Войск, 10 человек ранено[114].
- 27 января — в Шелковском районе Чечни сбит вертолёт Ми-8. В числе погибших были заместитель министра внутренних дел РФ генерал-лейтенант Михаил Рудченко и командующий группировкой внутренних войск МВД в Чечне генерал-майор Николай Гаридов[115].
- 28 января — Ми-8 подбит огнём автоматического оружия в районе Дышне-Ведено. Совершил аварийную посадку и сгорел. Трое раненых[116][117].
- 3 февраля — Ми-24П Федеральной пограничной службы пропал в плохих погодных условиях в горных районах Чечни. Все 3 члена экипажа считаются погибшими, хотя боевики заявляли об их пленении[118][119].
- 7 февраля — Ми-8 4-й армии ВВС и ПВО военно-воздушных сил упал после взлёта в Ханкале. Погибли 7 человек, ещё 3 получили ранения[120].
- 20 марта — в результате спецоперации ФСБ уничтожен путём отравления террорист Хаттаб[76].
- 14 апреля — в Ведено подорван МТ-ЛБ, в котором находились сапёры, автоматчики прикрытия, сотрудник ФСБ. Подрыв произошёл в результате прошедшей среди населения ложной информации об отравлении боевиками водоисточника. 6 военнослужащих погибли, 4 получили ранения. Среди погибших сотрудник ФСБ[121].
- 18 апреля — в своём Послании Федеральному Собранию президент Владимир Путин заявил о завершении военной стадии конфликта в Чечне[122].
- 28 апреля — у входа на Центральный рынок Владикавказа (Северная Осетия) прогремел взрыв. Мощность взрывного устройства составила 500 граммов в тротиловом эквиваленте. В результате теракта 9 человек погибли, 46 ранены[123].
- 29 апреля — Су-25 потерпел катастрофу в Веденском районе. Пилот погиб[124].
- 9 мая — в Каспийске произошёл теракт во время празднования Дня Победы. Погибли 43 человека, более 100 ранены[125].
- Июль — в Чечне был уничтожен темнокожий гражданин Великобритании Амир Ассадулла[126].
- 20 июля — при перелете из Северной Осетии в Ингушетию потерпел катастрофу, врезавшись в гору, вертолет Ми-8. Все находившиеся на его борту 12 человек — четыре члена экипажа и восемь военнослужащих Назрановского пограничного отряда — погибли. Разбившийся вертолет был обнаружен в районе административной границы Ингушетии с Северной Осетией. По предварительным данным, причиной трагедии стали плохие метеоусловия[84].
- 6 августа — в Шатое перед зданием комендатуры подорвался на фугасе ГАЗ-66 с военнослужащими. По тем, кто пытался прийти им на помощь, открыт огонь. 10 военнослужащих погибло и 7 ранено[127].
- 19 августа — чеченские сепаратисты из ПЗРК Игла сбили российский военно-транспортный вертолёт Ми-26 в районе военной базы Ханкала. Из 147 находившихся на борту человек погибли 127[128].
- 26 августа — в Шали уничтожен известный полевой командир Асламбек Абдулхаджиев[68][129].
- 31 августа — Ми-24П 487-го отдельного вертолётного полка боевого управления сбит ПЗРК в районе села Бешил-Ирзу. Взорвался в воздухе, оба члена экипажа погибли. По официальным данным он стал 36-м вертолётом, потерянным федеральными силами во второй чеченской кампании[130].
- 3 сентября — в окрестностях Шали на радиоуправляемом фугасе подорвался КамАЗ с милиционерами. 8 человек погибли, 11 получили ранения[127].
- 6 сентября — 3 милицейских УАЗа попали в засаду под Итум-Кали. В перестрелке погибло 6 и ранено 4 милиционера из Новосибирской области[127].
- 23—25 сентября — Рейд на Ингушетию.
- 26 сентября — Ми-24В 55-го отдельного вертолётного полка сбит ПЗРК в районе Галашки (Ингушетия). 3 члена экипажа погибли[131][132].
- 27 сентября — В центре Махачкалы неизвестные обстреляли из автоматов служебный автомобиль начальника Управления по борьбе с экстремизмом и уголовным терроризмом МВД Дагестана полковника милиции Ахвердилава Акилова. Начальник управления и его водитель погибли[133].
- 10 октября — в Грозном произошёл взрыв в здании РОВД Заводского района. Взрывное устройство было заложено в кабинете начальника отдела. Погибло 25 милиционеров, около 20 были ранены[134].
- 17 октября
  - Ми-8МТВ-2 МВД зацепился за линию электропередач в районе Комсомольского, уклоняясь от обстрела с земли. Погибло 3 человека[135].
  - Ми-8 ВС РФ упал в реку Терек. 1 человек погиб, 4 получили ранения, 2 пропали без вести[136].
- 19 октября — Террористический акт в Москве. Заминированный автомобиль «Таврия» взорвался у ресторана «Макдональдс» на юго-западе Москвы. 1 человек погиб, 8 — ранены. Впоследствии изобличены и в апреле 2004 года осуждены на сроки от 15 до 20 лет лишения свободы исполнители теракта: Аслан и Алихан Межиевы, Хампаш Собралиев и Аслан Мурдалов, все жители Чечни.
- 23—26 октября — захват заложников в театральном центре на Дубровке в Москве, погибли 129 заложников. Уничтожены все 44 террориста, включая Мовсара Бараева[76].
- 28 октября — между населёнными пунктами Наурская и Терек в 70 метрах перед двигавшимся поездом с нефтепродуктами взорвался фугас. Однако машинист успел остановить состав — крушения 51 цистерны с нефтью удалось избежать. Полотно дороги было оперативно восстановлено[95].
- 29 октября — Ми-8МТ МВД сбит в районе Ханкалы. Погибли 4 человека[120].
- 3 ноября — Ми-8МТ 487-го отдельного вертолётного полка боевого управления Сухопутных войск) сбит ПЗРК возле Ханкалы. Погибло 9 человек[137][138].
- 11 ноября — Ми-24 потерпел аварию в районе Ханкалы и сгорел. Пострадавших нет[120][139].
- 27 декабря — взрыв Дома правительства в Грозном. В результате теракта погибли свыше 70 человек. Ответственность за теракт взял на себя Шамиль Басаев[140].

### 2003
- 20 марта — В Чечне разбилось 2 Ми-24, пилоты погибли[141]
- 3 апреля — в Грозном на радиоуправляемом фугасе подорвался пассажирский автобус с местными строителями. Погибли 8 человек, 7 ранены[142].
- 12 мая — в селе Знаменское Надтеречного района Чечни трое боевиков-смертников провели теракт в области зданий администрации Надтеречного района и УФСБ РФ. Автомобиль КамАЗ, начинённый взрывчаткой, снёс шлагбаум перед зданием и взорвался. Погибли 60 человек, более 250 были ранены.
- 14 мая — в селе Иласхан-Юрт Гудермесского района смертница взорвала себя в толпе на праздновании дня рождения пророка Мухаммеда, где присутствовал Ахмат Кадыров. Погибли 18 человек, 145 человек были ранены[143].
- 29 мая
  - самодельная бомба сработала на 110-м километре перегона «Терек — Наурская» во время прохождения состава с сырой нефтью. Вагоны не загорелись, на месте взрыва образовалась воронка диаметром полтора метра, а движение поездов было восстановлено через час[95].
  - незаконное вооружённое формирование «Магаса» осуществило подрыв колонны федеральных сил в Ножай-Юртовском районе Чечни. Погибли трое военнослужащих[144][145]
- 5 июня — террористка-смертница взорвала себя рядом с пассажирским автобусом, в котором находились сотрудники авиабазы следовавшие на военную базу в Моздоке. На месте погибли 16 человек. Позднее от ранений скончались ещё четверо[146].
- 5 июля — теракт в Москве на рок-фестивале «Крылья». Погибли 16 человек, 57 получили ранения[147].
- 6 июля
  - Бандгруппе «Магаса» приписывается нападение на село Гордали, где они расстреляли главу местной администрации Хамида Сайдуллаева[148].
  - Ми-8МТ сбит огнём с земли в районе Бачи-Юрт. Погибли 5 человек, ещё 10 получили ранения[149].
- В ночь с 9 на 10 июля — в Москве задержана жительница Чечни Зарема Мужахоева, пытавшаяся совершить теракт на 1-й Тверской-Ямской улице. При разминировании взрывного устройства погиб взрывотехник ФСБ Георгий Трофимов[150]. Мужахоева приговорена к 20 годам лишения свободы[151].
- 12 июля — в районе села Нихалой Шатойского района на фугасе подорвался КамАЗ с военнослужащими. При взрыве и в последовавшем бою 9 военнослужащих погибло, 5 ранено[127].
- 1 августа — Подрыв военного госпиталя в Моздоке. Начинённый взрывчаткой армейский грузовик КамАЗ протаранил ворота и взорвался возле здания. В кабине сидел один террорист-смертник. Число погибших составило 52 человека[152].
- 2 августа — в Чечне упал Ми-24, через двое суток был уничтожен[153].
- 7 августа — Ми-8МТ сбит огнём с земли в районе Дышне-Ведено. Погиб 1 член экипажа и 2 получили ранения[154].
- 15 августа — Военная комендатура, находящаяся в селе Самашки, была подвергнута нападению со стороны боевиков. В результате массированного обстрела здания из автоматического оружия и гранатометов 2 военнослужащих погибли и около 10 получили ранения различной степени тяжести[155].
- 21 августа — у блокпоста в районе станицы Петропавловская Грозненского района взорваны, начинённые взрывчаткой, «Жигули». 9 военнослужащих погибло, 2 ранено[127].
- 25 августа — в Краснодаре на остановках общественного транспорта произошло 3 взрыва. Погибло 4 человека, более 15 ранены[97][100].
- 3 сентября — теракт в электричке «Кисловодск — Минводы» на перегоне «Подкумок — Белый уголь», были подорваны железнодорожные пути с использованием фугаса: 5 человек погибли и 20 получили ранения[156].
- ночь на 8 октября — Бандформирование полевого командира Тархана Газиева совершило убийство в селе Абугорой председателя Совета старейшин Итум-Калинского района 82-летнего Хумида Висматова[157]
- 21 октября — на территории Ингушетии произошёл взрыв в почтово-товарном вагоне поезда «Назрань — Москва», который следовал из Назрани. Причиной взрыва стал дистанционно управляемый фугас мощностью около 4-5 кг в тротиловом эквиваленте, заложенный под железнодорожным полотном. Бомба сработала под почтово-багажным вагоном поезда. Оба находившихся в вагоне проводника — мужчина и женщина — получили контузии, им на месте была оказана медицинская помощь. Поезд состоял из 14 вагонов с гражданскими пассажирами и 8 вагонов с личным составом Кемеровского ОМОНа, который возвращался из Чечни. В 11 м от места взрыва на полотне обнаружено более мощное взрывное устройство, которое по неизвестной причине не сработало. Преступление не раскрыто[158][159].
- 19 ноября — в Чечне в 5 метрах над аэродромом Ханкалы упал Ми-24, жертв нет[160]
- 23 ноября — в 3 километрах к востоку от Сержень-Юрта спецназ ГРУ уничтожил банду наёмников из Германии, Турции и Алжира, численностью около 20 человек[161][162].
- 5 декабря — теракт с использованием смертников в электричке «Кисловодск — Минводы» в Ессентуках: 41 человек погиб, 212 ранено[163].
- 9 декабря — теракт с использованием смертников у гостиницы «Националь» (Москва).
- 15 декабря 2003—28 февраля 2004 — Рейд на Дагестан отряда под командованием Руслана Гелаева.
- 18 декабря — на железнодорожном перегоне между Гудермесом и Моздоком в Чечне сработало взрывное устройство на пути грузового состава, который перевозил более 50 цистерн с нефтью. От взрыва повреждены шпалы и образовалась воронка. Жертв и пострадавших нет. Поезд был остановлен[164].

### 2004
- 3 февраля — взрыв заминированного автомобиля во Владикавказе. 2 человека погибли, 8 — ранены. В организации этого преступления подозревался Владимир (Абдулла) Ходов, уроженец Запорожской области и житель села Эльхотово Северной Осетии. Уничтожен в Беслане 3 сентября 2004 года[100].
- 6 февраля — теракт в московском метро, на перегоне между станциями «Автозаводская» и «Павелецкая». Погибли 39 человек, 122 получили ранения[165].
- 23 февраля — Шамиль Басаев сообщил, что 18 февраля диверсантами из отряда «Риядус-Салихийн» в окрестностях Москвы взорвано 60 гранатомётных снарядов и некоторое количество пластита, с помощью чего были выведены из строя два магистральных газопровода (один из них — в Раменском районе Московской области[166]) и Московская водообогревающая электростанция. Также были подорваны три высоковольтные опорные линии электропередачи, которые питали водообогревающую станцию. По словам Басаева, целью операции было вывести из строя систему отопления Москвы и тем самым вызвать промерзание коммуникаций. Руководству России, по версии Басаева, удалось избежать промерзания системы, на время ремонтных работ направив в Москву газ, предназначавшийся для поставок в другие страны (в частности, перерыв в поставках газа в Белоруссию составил 4 дня)[167]. 8 апреля была представлена видеозапись подготовки боевиков к совершению подрывов[168]. В результате повреждения газопровода была временно прекращена подача газа в отдельные дома близлежащих сел, посёлков и деревень. Член комитета Совета Федерации РФ по безопасности Николай Тулаев заявил, что заявление Басаева является «пропагандистской шумихой»[169].
- 28 февраля — в ходе перестрелки с пограничниками смертельно ранен известный полевой командир Руслан Гелаев[170].
- 15 марта — в Подмосковье были взорваны несколько опор ЛЭП[171]. В результате взрывов обрушились три опоры ЛЭП, у четвёртой вышки были обнаружены заложенные кумулятивные заряды из выстрелов к подствольному гранатомёту. Представитель ГУВД по Московской области заявил, что подрывы опор ЛЭП совершила та же группа, что и подрыв газопровода 18 февраля.
- 26 марта — в 19:50 у станции Ищёрская Северо-Кавказской железной дороги (Наурский район), при следовании грузового поезда номер 2611, в составе которого находилось 65 вагонов, под локомотивом произошёл взрыв неустановленного устройства. В результате взрыва были повреждены локомотив и одна шпала железнодорожных путей. Жертв и пострадавших нет[172].
- 1 апреля — Внутренние войска провели в селе Самашки спецоперацию, заблокировав его со всех сторон. В двух строениях были обнаружены заготовки для мин, радиоуправляемое СВУ, снаряженный фугас, гранатомёты и другие боеприпасы. По данным телекомпании НТВ, в Самашках в результате подобных спецопераций пропавшими без вести числятся 27 человек[173].
- 8 апреля — в Чечне на железной дороге при прохождении грузового поезда сработало взрывное устройство. В результате взрыва никто не пострадал, локомотив получил механические повреждения[174].
- 12 апреля — Полевой командир Асламбек Вадалов вместе со своей бандой совершил вооруженное нападение на село Ишхой-Юрт, в результате нападения были убиты 10 милиционеров.
- 16 апреля — в ходе обстрела горных массивов Чечни уничтожен лидер иностранных наёмников в Чечне Абу аль-Валид аль-Гамиди[175].
- 9 мая — в Грозном на стадионе «Динамо», где проходил парад в честь Дня Победы, в 10:32 на только что отремонтированной VIP-трибуне прогремел мощный взрыв. В этот момент на ней находились президент Чечни Ахмат Кадыров, председатель Госсовета ЧР Хусейн Исаев, командующий Объединённой группировкой войск на Северном Кавказе генерал-полковник Валерий Баранов, министр внутренних дел Чечни Алу Алханов и военный комендант республики Григорий Фоменко. Непосредственно при взрыве погибло 2 человека, ещё 4 скончались в больницах: Ахмат Кадыров, Хусейн Исаев, журналист агентства «Рейтер» Адлан Хасанов, ребёнок (имя которого не было сообщено) и двое сотрудников охраны Кадырова. Всего от взрыва в Грозном пострадали 63 человека, в том числе 5 детей.
- 17 мая — в результате подрыва в пригороде Грозного погиб экипаж БТР ВВ МВД и ранено несколько человек.
- 29 мая — в Северной Осетии в результате подрыва железнодорожного полотна на перегоне «Эльхотово — Дарг-Кох» в Кировском районе сошли с рельсов 10 вагонов скорого пассажирского поезда номер 033C «Москва — Владикавказ». Пострадал 1 человек. В поезде, под которым прогремели два взрыва, находился 351 пассажир. Ещё одна неразорвавшаяся бомба, прикрепленная к опоре линии электропередачи, была обнаружена примерно в 150 м от места крушения. Никто не пострадал. Теракт не раскрыт[176].
- 30 мая — сотрудники мобильного отряда МВД России и УФСБ Ингушетии несколько часов вели бой с боевиками, засевшими в одном из частных домов селения Барсуки Назрановского района (Ингушетия). Трое бандитов были уничтожены, трое спецназовцев были ранены[177][178][179].
- 4 июня — взрыв бомбы на рынке в Самаре. 10 погибших, 59 — ранено. По данным следственных органов, организатором теракта является бывший курсант Ростовского военного училища Павел Косолапов, а исполнителем преступления — житель Казахстана Еркингали Тайжанов. Последний был задержан правоохранительными органами на территории Казахстана и повесился в тюрьме.
- 10 июня — В Чечне на перегоне «Ищёрская — Алпатово» был подорван воинский эшелон. В результате пострадал один военнослужащий, двое получили контузии[180].
- 12 июня — около 09:00 мск был взорван грузовой железнодорожный состав на 110-м километре железной дороги «Гудермес — Прохладная» в Чечне. Жертв и пострадавших в результате взрыва не было, бомба частично повредила железнодорожные пути[181].
- 21—22 июня — Второй рейд на Ингушетию.
- 1 июля
  - были убиты двое смоленских омоновцев, один тяжело ранен.
  - Террорист Абу-Кутейб в городе Малгобек (Ингушетия) блокирован ФСБ и после многочасового боя взорвал на себе «пояс шахида»[182].
- 7 июля — боевая потеря МО РФ. Ми-24 во время высадки ДШБ в районе населённого пункта Комсомольское выполнил вынужденную посадку. Члены экипажа вертолёта были спасены.
- 12—13 июля — крупный отряд боевиков захватил село Автуры Шалинского района[183].
- 19 и 26 июля — Теракты в Воронеже. В ходе первого погиб 1 человек.
- 21 августа — 400 боевиков атаковали Грозный. По данным МВД Чечни, погибли 44 человека и тяжело ранены 36.
- 24 августа
  - взрывы двух российских пассажирских авиалайнеров, погибли 89 человек.
  - в Москве сработало взрывное устройство на автобусной остановке на Каширском шоссе. 4 человека ранены[97]. Позже было установлено, что этот теракт был совершен автономной группировкой «Джамаат моджахедов Карачая»[184]
- 31 августа — теракт у станции метро «Рижская» в Москве. Погибли 10 человек, более 50 человек ранены[185].
- 1—3 сентября — террористический акт в Беслане, в результате которого погибло 334 человека, 186 из которых — дети.
- 5 сентября — выполняя рейс «Грозный — Магас», разбился Ми-8 МВД в 1,5 км северо-западнее населенного пункта Карабулак. 2 члена экипажа погибли, 1 получил ранения[186].
- 12 сентября — Ми-24 потерпел катастрофу во время разведки местности в районе села Алхан-Кала. По разным данным, сбит или задел линию электропередач[187]. Оба члена экипажа погибли.
- 17 сентября — в Наурском районе Чечни произошёл подрыв на фугасе товарного состава из 55 порожних вагонов, следовавшего в Моздок. В результате ЧП никто не пострадал. Железнодорожное полотно получило незначительные повреждения, движение было восстановлено через 1 час 20 минут[188].
- 27 сентября — в Шалинском районе Чечни была уничтожена группа из пяти боевиков, среди которых было несколько иностранных моджахедов (при этом была установлена личность одного из убитых — уроженца города Малати, гражданина Турции Умача Хасана, 1980 года рождения), ещё один иностранный моджахед — гражданин Алжира Камаль Рабат Бурахль — был арестован[189].
- 7 октября — в бою к северу от села Ники-Хита Курчалоевского района уничтожен инструктор-подрывник, афроамериканец Халил Рудван[190].
- 5 ноября — в Грозном были уничтожены четверо боевиков, двое из них — Айдын Кайя, 1981 года рождения и Бурхан Челеби, 1980 года рождения — являлись гражданами Турции[191].
- 16 ноября — в Наурском районе Чечни около 07:00 на перегоне «Наурская — Терек» был взорван фугас под пассажирским поездом «Минеральные Воды — Терек». Никто не пострадал, пассажиров эвакуировали. Повреждены были только поезд и железнодорожное полотно. Второе взрывное устройство сработало на железнодорожном полотне, когда шёл пригородный поезд по маршруту «Гудермес — Минеральные Воды». Повреждены были колёса поезда, а также железнодорожное полотно[192].

### 2005
- 27 января — в ходе штурма захваченного пятиэтажного дома в Нальчике убит основатель и лидер экстремистской группировки Джамаат «Ярмук» Муслим Атаев вместе со своей женой Сакинат Кациевой и пятью другими боевиками, две из которых были женщинами[193][194].
- 16 февраля — в ходе операции по ликвидации боевиков в Назрановском районе Ингушетии убит международный террорист Абу Дзейт, один из организаторов теракта в Беслане[195][196]
- 18 февраля — в результате спецоперации в Октябрьском районе Грозного силами отряда ППС-2 уничтожен «эмир Грозного» Юнади Турчаев, «правая рука» одного из лидеров террористов Доку Умарова[197].
- 8 марта — в ходе спецоперации ФСБ в селе Толстой-Юрт ликвидирован президент ЧРИ Аслан Масхадов[76].
- 10 марта — Ми-8 Федеральной пограничной службы потерпел катастрофу в районе Грозного, задев линию электропередач[198]. На обшивке упавшего вертолёта были найдены пулевые пробоины[199]. Погибло 15 человек.
- 22 марта — Ми-8 МВД упал в районе Грозного, по некоторым данным, был сбит огнём с земли[200]. Пострадало 13 человек, из них 2 позднее умерли от полученных ранений.
- 29 апреля — лидер экстремистской группировки Джамаат «Ярмук» Рустам Беканов уничтожен в перестрелке в Нальчике[201].
- 15 мая
  - в Грозном уничтожен бывший вице-президент ЧРИ Ваха Арсанов. Арсанов и его сообщники, находясь в частном доме, обстреляли милицейский патруль и были уничтожены прибывшим подкреплением[202].
  - в Дубовском лесу Шелковского района в результате спецоперации ВВ МВД уничтожен «эмир» Шелковского района ЧРИ Расул Тамбулатов (Волчек)[203].
- 17 мая — В селе Солнечное Хасавюртовского района Дагестана в результате спецоперации сводного подразделения ФСБ и МВД РФ убит международный террорист Абу Джарах вместе с сопровождавшим его боевиком[204][205].
- 4 июня — Зачистка в станице Бороздиновской.
- 12 июня — в 7:10 утра по Московскому времени на перегоне «Узуново — Богатищево» Московской железной дороги по причине теракта произошла авария поезда «Грозный — Москва». Бомба представляла собой безоболочное взрывное устройство мощностью 3 килограмма в тротиловом эквиваленте.
- 1 июля — два взрыва прогремели в Махачкале на улице Атаева, когда к дому № 7, где находился банно-прачечный комбинат, подъехали три грузовика ГАЗ-53 со спецназовцами из московского отряда «Русь». Пострадала первая машина, в которой находилось 27 военнослужащих. 10 из них получили тяжелые травмы, от которых шестеро погибли на месте, ещё четверо скончались по дороге в больницу. Остальные 17 спецназовцев были ранены. Пострадали ещё 11 случайных прохожих, среди которых 1 ребёнок[206].
- 6 июля — В Махачкале во время перестрелки с российскими войсками уничтожен создатель и руководитель диверсионно-террористического отряда «Дженнет» на территории Республики Дагестан, лидер экстремистской группировки «Джамаат Шариат» Расул Макашарипов[207].
- 16 июля — Ми-8 МО потерпел катастрофу в районе Итум-Кали. Погибли, по разным данным, 8 или 9 человек[84][208].
- 19 июля — боевики расстреляли заранее заминированный автомобиль «УАЗ» в селении Знаменское Надтеречного района Чечни. Когда у машины появились местные жители и сотрудники правоохранительных органов, прогремел взрыв. Погибли 11 милиционеров и 3 гражданских лиц. Ещё 36 человек получили ранения[209][210].
- 12 сентября — Командующий Восточным Фронтом ВС ЧРИ Ахмад Авдорханов был отравлен и умер[211].
- 13 октября — Нападение боевиков на город Нальчик (Кабардино-Балкария), в результате которого, по данным российских властей, было убито 12 мирных жителей и 35 сотрудников силовых структур. Уничтожено, по разным данным, от 40 до 124 боевиков.
- 25 октября — В ходе спецоперации в Махачкале уничтожены лидеры группировки «Шариат» Гаджимагомед Исмаилов и Мурад Лахиялов, ранены 2 бойцов ОМОНа[212][213][214].
- Ноябрь — Главный представитель Аль-Каиды на Северном Кавказе Абу Омар Ас-Сейф убит во время боя с федеральными войсками в Дагестане[215].
- 18 ноября — на окраине селения Автуры Шалинского района Чечни был уничтожен гражданин Саудовской Аравии, арабский моджахед «Джабер»[216]

### 2006
- 3—5 января — в Унцукульском районе Дагестана силы федеральных и местных силовиков пытаются ликвидировать банду из 8 боевиков под командованием полевого командира Умара Шейхулаева. По официальной информации, убиты 5 боевиков, сами террористы признают гибель лишь одного. Потери федеральных сил составили 1 убитый, 10 раненых[217][218][219][220][221][222].
- 31 января — президент России Владимир Путин заявил на пресс-конференции, что в настоящее время можно говорить об окончании контртеррористической операции в Чечне[223].
- 9—11 февраля — в селении Тукуй-Мектеб в Ставропольском крае в ходе спецоперации уничтожены 12 боевиков т. н. «ногайского батальона Вооружённых Сил ЧРИ», федеральные силы лишились 7 человек убитыми[224]. В ходе операции федеральная сторона активно использует вертолёты и танки.
- 28 марта — в Чечне добровольно сдался властям бывший начальник департамента государственной безопасности ЧРИ Султан Гелисханов[225].
- 13 мая — в горах после вооружённого столкновения убит Билал Эдилсултанов[226].
- 17 июня — в Аргуне уничтожен «президент ЧРИ» Абдул-Халим Садулаев[227][228].
- 4 июля — в Чечне атакована военная колонна вблизи села Автуры Шалинского района. Представители федеральных сил сообщают о 6 убитых военнослужащих, боевики — более чем о 20[229].
- 9 июля — веб-сайт чеченских боевиков «Кавказ-центр» объявил о создании Уральского и Поволжского фронтов в составе ВС ЧРИ[230].
- 10 июля — в Ингушетии уничтожен в результате спецоперации (по другим данным — погиб из-за неосторожного обращения с взрывчаткой) один из лидеров террористов Шамиль Басаев[231][232].
- В ночь на 13 июля — на границе Чечни и Дагестана милиция обеих республик уничтожает относительно крупную, но плохо вооружённую банду, состоящую из 15 боевиков. 13 бандитов уничтожены, ещё 2 задержаны[233].
- 8 августа — в Буйнакске (Дагестан) в 8:35 утра на пути следования автомобиля прокурора Буйнакска Битара Битарова была взорвана припаркованная у обочины автомашина. Битаров в тяжёлом состоянии был доставлен в больницу, где скончался, не приходя в сознание. Через час после взрыва из Махачкалы в Буйнакск выехал глава МВД Республики Дагестан Адильгерей Магомедтагиров. Поскольку одна из дорог, ведущих в Буйнакск, ремонтировалась, путь следования Магодмедтагирова был предопределён. В районе селения Талги на дороге сработало два взрывных устройства, вслед за чем из талгинской лесополосы раздались автоматные очереди. Министр Магомедтагиров находился в бронированном автомобиле и поэтому не пострадал, не считая лёгкой контузии. Двое сопровождавших его милиционеров погибли, ещё один получил ранения. Бандитам удалось скрыться с места покушения[234][235].
- 23 августа — чеченские боевики атаковали военную колонну на трассе «Грозный — Шатой», недалеко от входа в Аргунское ущелье. Колонна состояла из автомашины «Урал» и двух БТРов сопровождения. Как сообщают в МВД Чеченской Республики, в результате были ранены четверо военнослужащих федеральных сил[236].
- 13 сентября — на территории Ингушетии рядом с КПП, расположенном у административной границы с Чечнёй произошла перестрелка между ингушскими и чеченскими милиционерами. В результате боя был смертельно ранен заместитель командира чеченского ОМОН Бувади Дахиев[237].
- 7 ноября — в районе села Дай Шатойского района бандой Саид-Эмина Дадаева убиты семеро омоновцев из Мордовии[238].
- 26 ноября — в Хасавюрте уничтожен лидер иностранных наёмников в Чечне Абу Хафс аль-Урдани. Вместе с ним были убиты ещё 4 боевика[239].

### 2007
- 1 марта — Подрыв группой боевиков Саидова БТР федеральных сил в районе села Белгатой. 3 солдата погибли, 4 ранены[240].
- 21 марта — при проведении спецоперации в Гудермесе уничтожен полевой командир Тахир Батаев[241][242][243].
- 4 апреля — в окрестностях села Агишбатой Веденского района Чечни убит один из самых влиятельных лидеров боевиков, командующий Восточным фронтом ЧРИ Сулейман Эльмурзаев (позывной «Хайрулла»), причастный к убийству президента Чечни Ахмата Кадырова[244][245].
- 7 апреля — Засада на поисково-разведывательную группу у села Эрсеной. 4 военных убиты, 3 ранены.
- 27 апреля — Ми-8 потерпел катастрофу из-за ошибки пилота во время высадки десанта в районе Шатоя (по другой версии, сбит). Погибли 18 человек, в основном — военнослужащие спецназа ГРУ[246].
- 13 июня — в Веденском районе на автодороге «Верхние Курчали — Белгатой» боевики расстреляли колонну милицейских машин[247].
- 23 июля — бой у селения Тазен-Кала Веденский район между батальоном «Восток» Сулима Ямадаева и отрядом чеченских боевиков во главе с Доку Умаровым. Сообщается о гибели 6 боевиков[248].
- 13 августа — в результате подрыва железнодорожного полотна (официальная версия) произошла авария поезда «Невский экспресс» сообщением «Москва — Санкт-Петербург». Мощность взрывного устройства составила до 2 килограммов в тротиловом эквиваленте. В результате аварии травмы получили 60 человек, из которых 25 были доставлены в больницы, никто не погиб.
- В ночь на 4 сентября — бандгруппой полевого командира Тархана Газиева численностью 15 боевиков совершенно нападение на дом главы администрации и здание школы в селе Гухой Итум-Калинского района. Был убит племянник главы администрации и ранены 4 милиционера[249].
- 18 сентября — в результате контртеррористической операции в селении Новый Сулак уничтожен «амир Раббани» — Раппани Халилов[250].
- 7 октября
  - Нападение группы боевиков, состоявшей из членов бандгрупп амиров Усмана, Саваба и Махрана на милицейскую группу в селении Дарго поздним вечером[251][252][253].
  - Доку Умаров объявил об упразднении ЧРИ и преобразовании её в «вилайят Нохчийчо Имарата Кавказ»[254].
- 23 октября — в Дагестане на границе Казбековского и Хасавюртовского районов в нескольких сотнях метров от стационарного поста ДПС в маршрутном такси произошел взрыв. Пострадали 8 человек. На месте погибла женщина, перевозившая взрывчатку. Мощность сработавшего взрывного устройства составляла около 100 граммов в тротиловом эквиваленте[142].
- 22 ноября — взрыв в пассажирском автобусе «Икарус», следовавшем из Пятигорска (Ставропольский край) во Владикавказ (Северная Осетия). Погибли 5 человек, 13 получили ранения. Мощность взрывного устройства составила 300 граммов в тротиловом эквиваленте[255].
- 4 декабря — Засада на подразделение федеральных войск районе села Центорой Ножай-Юртовского района. 2 военнослужащих убиты, несколько ранены[256]
- 9 декабря — взрыв в автобусе на автовокзале в Невинномысске (Ставропольский край), следовавшем рейсом из Пятигорска в Ставрополь. Погибли 2 человека, 14 получили ранения[257].

### 2008
- Январь — в ходе спецопераций в Махачкале и Табасаранском районе Дагестана уничтожены не менее 9 боевиков, причём 6 из них входили в группировку полевого командира Ильгара Маллочиева. Со стороны силовиков в этих боестолкновениях убитых не было. Одновременно в ходе боестолкновений в Грозном чеченская милиция уничтожила 5 боевиков, среди них был и полевой командир У. Течиев — «эмир» столицы Чечни[258][259][260].
- 19 марта — на село Алхазурово было совершено вооруженное нападение боевиков. В результате погибли 7 человек: 5 сотрудников правоохранительных органов и 2 мирных жителей[261]. Боевики также сожгли здание администрации Алхазурово[262].
- 10 апреля — Обстрел колонны российских военнослужащих в Ножай-Юртовском районе. 4 погибли, 3 ранены[263].
- 20—21 апреля — вооружённая вылазка бандгруппы Тархана Газиева в нескольких сёлах Ачхой-Мартановского и Урус-Мартановского районов в целях массового убийства милиционеров, силовиков и мирных жителей. По словам боевиков, «отряды моджахедов общей численностью около 500 бойцов одновременно вошли в сёла Бамут, Орехово, Шалажи, Старый Ачхой, Гехи-Чу и другие…»[264].
- 5 мая — военная машина подорвалась на фугасе в пригороде Грозного селе Ташкола. Погибли 5 милиционеров, 2 ранены[265].
- 13 июня — ночная вылазка боевиков в селе Беной-Ведено.
- 19 июня — о своём присоединении к подполью заявил Саид Бурятский.
- 7 августа — взрыв на пляже в посёлке Лоо Лазаревского района города Сочи. Двое погибших, десятки раненых[266].
- 30 сентября — террористом-смертником было совершено покушение на министра внутренних дел Ингушетии генерала-майора милиции Мусу Медова[267].
- 7 сентября — уничтожены крупные лидеры НВФ Дагестана Ильгар Маллочиев и Гудаев, в общей сложности до 10 боевиков[268].
- 6 ноября — террористка-смертница взорвала маршрутное такси во Владикавказе, Северная Осетия. Погибло 12 человек.
- 18 декабря — бой в городе Аргун, 2 милиционера погибли и 6 ранены[269]. Со стороны боевиков в Аргуне убит 1 человек.
- 23—25 декабря — спецоперация ФСБ и МВД в селении Алкун в Ингушетии. Убит полевой командир Ваха Дженаралиев, воевавший против федеральных войск в Чечне и Ингушетии с 1999 года, его заместитель Хамхоев, в общей сложности уничтожено 12 боевиков. Ликвидированы 4 базы НВФ.

### 2009
- 5 февраля — в поселке Ленинкент, расположенном в 10 километрах от Махачкалы во время спецоперации уничтожен лидер экстремистской группировки Джамаат «Шариат» Умар Шейхулаев вместе с тремя боевиками[270].
- 26 февраля — в Махачкале на пути следования автобуса с сотрудниками патрульно-постовой службы милиции сработало взрывное устройство. Ранения получили четверо милиционеров[142].
- 5 марта — на обочине автодороги между сёлами Экажево и Сурхахи Назрановского района Ингушетии при разминировании фугаса произошёл взрыв, заложенной под фугас мины-ловушки. В результате взрыва, по предварительным данным следственного комитета, погибли 5 сотрудников правоохранительных органов. Из них 2 сотрудников ФСБ, 2 сотрудников республиканского ОМОН, а также начальник службы криминальной милиции Назрановского РОВД МВД Республики. Ещё 3 пострадавших в тяжелом состоянии доставлены в больницу[271].
- 20—21 марта — крупная спецоперация силовиков в Дагестане. В результате тяжёлых боёв с использованием вертолётов и бронетехники силы местного МВД и УФСБ при поддержке Внутренних войск МВД РФ ликвидируют в Унцукульском районе республики 12 боевиков. Потери федеральных войск составляют 5 человек убитыми (2 военнослужащих спецназа ВВ позже получили посмертно за участие в этих боевых действиях звание Героя России). Одновременно с этим в Махачкале милиция в бою уничтожает ещё 4 вооружённых экстремистов[272][273].
- 15 апреля — последние сутки режима контртеррористической операции[274].
- 16 апреля 2009 года в Шатойском районе произошел бой между участниками вооружённых формирований и военными[275].

Боевики, ведущие партизанскую войну, активизировались, участились случаи террористических актов. Начиная с осени 2009 был проведён ряд крупных спецопераций по ликвидации бандформирований и лидеров боевиков. В ответ была совершена серия терактов, в том числе, впервые за долгое время, в Москве.